# Rene Krhin
Rene Krhin, född 21 maj 1990 i Maribor, Jugoslavien (nuvarande Slovenien), är en slovensk fotbollsspelare som spelar för Western United.

## Karriär
Krhin spelade först i Maribor innan han skrev på för Inter tillsammans med klubbkamraten i Maribor Vid Belec i januari 2007. När han var 16 år som spelare i European Union, började han spela för laget Internazionale i Allievi Nazionali (U17).
Sedan Krhin tillbringat två säsonger hos laget Allievi Nazionali (U17), blev han kallad av managern José Mourinho till Inters första lag inför försäsongsturneringen i USA i juli 2009, och han spelade följaktligen i några vänskapsmatcher. Inför Serie A 2009/2010, blev han kallad, men spelade inte i de tre första matcherna mot Lazio i Supercoppa italiana, Bari, och Milan.
Krhin gjorde sin officiella debut för Inter mot Parma i den tredje rundan av serie A, som ersättare för Wesley Sneijder. Efter matchen beskrev Krhin sin Inter Milan-debut som "en dröm som blev sann". 1 november 2009 gjorde han sin första ligastart, in en match där Inter vann med 2–0 över Livorno.
I november 2009 skrev han på ett 5-årskontrakt som gjorde honom till Inters spelare fram till 2014.

### Till Bologna
Redan i juli 2010 flyttade Krhin dock till Bologna. I början av säsongen hade han  problem med skador varför det dröjde till november innan debuten kom; detta via ett inhopp då Bologna vann med 1–0 över Brescia.
Säsongen därpå spelade Krhin från start i seriepremiären men lagets och hans egna framgångar var under fortsättningen av säsongen begränsade. I mars 2012 gjorde han dock sitt första mål i Serie A, i en 3–1-seger över Lazio. I mars blev han knäskadad och därmed var säsongen slut för slovenen.

### Castellón
Den 10 februari 2021 värvades Castellón av spanska Castellón, där han skrev på ett kontrakt över resten av säsongen. Castellón spelade sju matcher för klubben.

### Western United
Den 26 september 2021 värvades Castellón av australiska Western United.